# Liste der Monuments historiques in Lafitte-Vigordane
Die Liste der Monuments historiques in Lafitte-Vigordane führt die Monuments historiques in der französischen Gemeinde Lafitte-Vigordane auf.

## Liste der Bauwerke
| Bezeichnung | Beschreibung | Standort | Kennzeichnung | Schutzstatus | Datum | Bild |
| ----------- | ------------ | -------- | ------------- | ------------ | ----- | ---- |
| Schloss     |              | (Lage)   | PA00094685    | Inscrit      | 1991  |      |